# Nástroj vlády

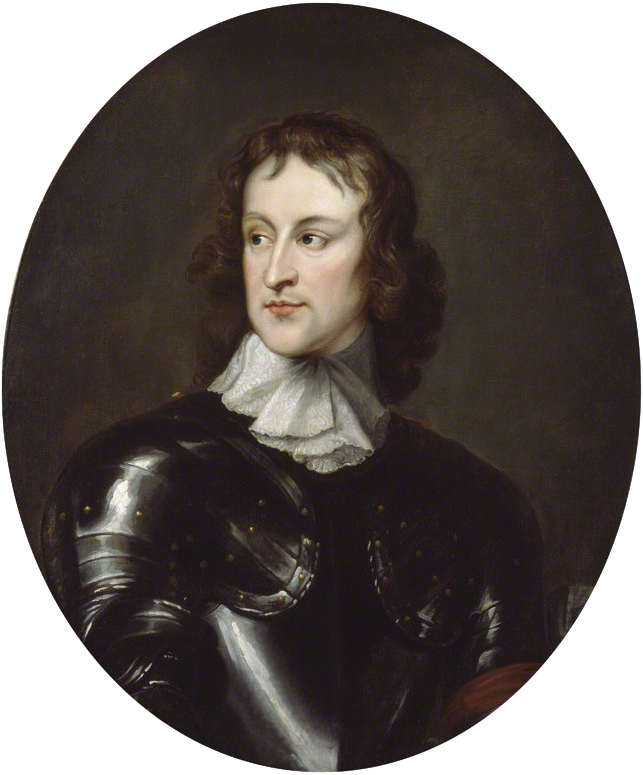
Autor Nástroje vlády generál John Lambert

Nástroj vlády (anglicky: Instrument of government) byl první psanou ústavou v anglických dějinách, která započala nové období tzv. protektorátu. Byla přijata 15. prosince 1653 a jejím autorem byl John Lambert; jeho návrh však vycházel ze starších dokumentů, neobsahoval příliš původního. Největší inspirací byly Lambertovi Články návrhů (Heads of Proposals) z roku 1647. Tento dokument vnesl do chaotických anglických poměrů zřetelné zdokonalení ústavnosti. Jasněji vytyčil hranice mezi výkonnou a zákonodárnou mocí. V čele státu podle ústavy stanul lord protektor, jímž se stal doživotně Oliver Cromwell. Do této funkce byl slavnostně uveden den po přijetí ústavy 16. prosince 1653. Nástroj vlády byl nahrazen Pokornou peticí a radou (Humble Petition and Advice), která byla přijata 25. května 1657.

## Obsah
Nástroj vlády sestával ze čtyřiceti dvou článků, v nichž bylo postupně upraveno postavení lorda protektora, parlamentu, dále volby do parlamentu i aktivní a pasivní volební právo, postavení Státní rady, armády a otázka náboženské svobody. Některá ustanovení byla ale jen teoretická a fakticky moc zůstala v rukou Olivera Cromwella a důstojníků. Obecně k postavení lorda protektora lze říci, že ústava se v první řadě věnovala vymezení pravomocí tohoto úřadu a ustanovení o způsobu určení osoby lorda protektora bylo zařazeno až závěrem v článku XXXII. ústavy, který upravoval volbu lorda protektora většinou Státní rady, a v článku XXXIII., který prohlašoval doživotně lordem protektorem generála Olivera Cromwella.
Nejvyšší zákonodárná moc byla ústavou svěřena lordu protektorovi spolu s jednokomorovým parlamentem a o výkonnou moc se dělil lord protektor se Státní radou, což byl třetí z nejvyšších státních orgánů o počtu 13-21 členů jmenovaných lordem protektorem na návrh parlamentu. V oblastech administrativy, správního uspořádání, financí a dalších musel lord protektor žádat její souhlas, stejně tak v některých věcech zahraniční politiky (uzavření míru nebo vyhlášení války). Nástroj vlády převzal některé předchozí změny anglického ústavního uspořádání, včetně tříročního zákona či práva lorda protektora vyhlašovat daně pouze se souhlasem parlamentu. To ale na druhou stranu vykompenzoval článek XXVII., který stanovil stálý roční výnos daní na vydržování armády (o počtu deset tisíc koní a jezdců a dvacet tisíc pěšáků) a vládních úřadů.